# Rød uakari
Den røde uakari (Cacajao calvus), eller rødhovedet uakari, er en primatart i uakari-slægten blandt vestaberne. Den lever i sumpskove og langs floder i Brasilien og Peru. Den røde uakari har et dødningehovedagtigt, nøgent, rødt ansigt og en strid, rødlig pels. De voksne individer er skaldede. Kropslængden er 38-57 cm og den korte hale 14-19 cm. Når den røde uakari bliver ophidset, vifter den med halen.